# Ліупрам
Ліупрам (нім. Liupram; д/н — 14 жовтня 859) — церковний діяч часів Каролінзької імперії, 3-й архієпископ Зальцбургу.

## Життєпис
Про походження відомостей обмаль. Був капеланом східнофранкського короля Людовика II. У березні 832 року отримав від короля декілька феодів в Кімгау (Верхня Баварія). 836 року за протекції Людовика II після смерті Адальрама стає архієпископом Зальцбургу. 837 року отримав палій. Того ж року, завдяки дружнім відносинам з Людовиком II йому було надано майнову недоторканність та закріплено у власності всіх земель, що отримала єпархія за попередників.
Продовжив політику попередника Адальрама щодо християнізації Блатенського князівства. Досяг з князем Прібіною відповідної домовленності, призначивши священника Домініка зайнятися наверненням населення до християнства. Всього за Ліупрама в цьому князівстві було освячено 17 нових церков.
845 року Зальцбурзький собор практично було знищено внаслідок пожежи. Невдовзі розпочав масштабні роботи з ремонту та відновлення, які було завершено до його смерті. 850 року Ліупрамом був освячений костел Св. Марії в замку Прібіни (німці його називали Мозабург). На прохання Прібіни відправив добре навчених каменярів, теслів, художників, ковалів та інших майстрів для будівництва другої церкви в Мозабурзі, в якій Ліупрам поховав частки мощів святого Адріана.
Помер 859 року. Його політику продовжив наступник Адалвін.